# Actia oblimata
Actia oblimata là một loài ruồi trong họ Tachinidae.